# Caleidoscop

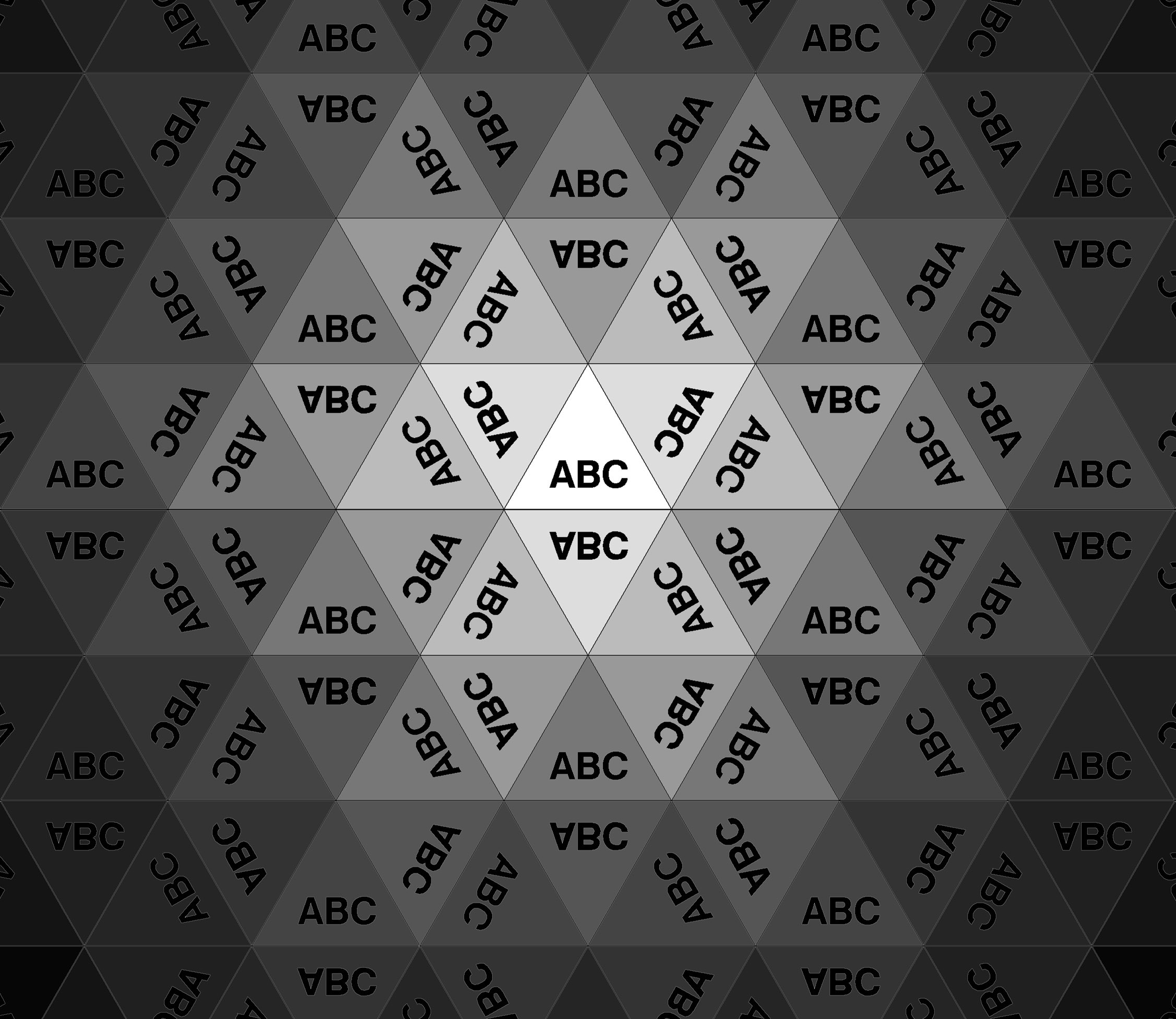
Modul de formare al imaginii în caleidoscop

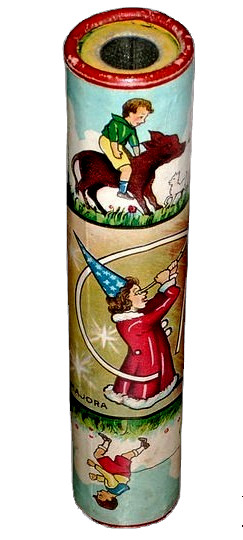
Caleidoscop

Caleidoscop (greacă καλός, εἴδος, σκοπέω a vedea forme frumoase) este un aparat optic format dintr-un cilindru opac în interiorul căruia se găsesc mai multe fragmente de oglinzi, dispuse astfel încât mici piese viu colorate, aflate la capătul opus celui prin care se privește, să formeze, prin rotirea cilindrului, diferite imagini simetrice.

## Istoric
Caleidoscopul era deja cunoscut în Grecia Antică. Aparatul optic a fost redescoperit în 1816 de fizicianul scoțian David Brewster fiind brevetat în 1817. Brewster descoperă caledoscopul în timp ce studia efectul de polarizare cu ajutorul cristalelor cu refracție dublă care se aflau așezate într-un tub opac.